# Forêt nationale de Rio Grande
Pour les articles homonymes, voir Rio Grande.
La forêt nationale de Rio Grande, en anglais Rio Grande National Forest, est une forêt nationale américaine située dans le sud du Colorado. Couvrant 7 500 km2, cette aire protégée créée le 1er juillet 1908 est gérée par le Service des forêts des États-Unis.
Le pic Cleveland marque la limite entre le parc national et réserve des Great Sand Dunes au sud-est et la forêt nationale de Rio Grande au nord-ouest. 